# Mezagran
Mezagran là một đô thị thuộc tỉnh Mostaganem, Algérie. Dân số thời điểm năm 2002 là 15.12 người.